# Amphoe Bamnet Narong
Amphoe Bamnet Narong (Thai: อำเภอ บำเหน็จณรงค์) ist ein Landkreis (Amphoe – Verwaltungs-Distrikt) im Süden der Provinz Chaiyaphum. Die Provinz Chaiyaphum liegt in der Nordostregion von Thailand, dem so genannten Isan.

## Geographie
Die Nachbarbezirke sind im Uhrzeigersinn von Westen startend: die Amphoe Thep Sathit, Sap Yai und Chatturat in der Provinz Chaiyaphum sowie die Amphoe Dan Khun Thot und Thepharak der Provinz Nakhon Ratchasima.

## Geschichte
In der frühen Rattanakosin-Periode war das Gebiet des heutigen Bamnet Narong noch eine strategische Grenzbefestigung. Im Jahre 1827, zur Regierungszeit von König Nang Klao (Rama III.), revoltierte Prinz Anuwong vom Königreich Vientiane gegen das siamesische Königreich. Im Kampf gegen seine Truppen bei Nakhon Ratchasima bewährten sich Soldaten aus Bamnet Narong durch ihre Tapferkeit. König Nang Klao beförderte den Anführer daraufhin zu Phra Ritthi Rue Chai (พระฤทธิฤาชัย) und Bamnet Narong zu Mueang Bamnet Narong, unterstellt Mueang Nakhon Ratchasima.
Im Jahr 1897 wurde Bamnet Narong heruntergestuft zu einem Amphoe der Provinz Chaiyaphum, im Jahr 1903 erneut zum „Tambon Ban Chuan“ des Amphoe Chatturat. Im Jahr 1905 wurde „Tambon Ban Chuan“ zu einem „Zweigkreis“ (King Amphoe) mit dem Namen Ban Chuan heraufgestuft, 1939 wurde er wieder in den ursprünglichen Namen zurück umbenannt.
Am 24. Juni 1956 wurde Bamnet Narong zu einem Amphoe heraufgestuft.

## Verwaltung

### Provinzverwaltung
Der Landkreis Bamnet Narong ist in sieben Tambon („Unterbezirke“ oder „Gemeinden“) eingeteilt, die sich weiter in 95 Muban („Dörfer“) unterteilen.
| Nr. | Name                | Thai        | Muban | Einw.  |
| --- | ------------------- | ----------- | ----- | ------ |
| 01. | Ban Chuan           | บ้านชวน      | 17    | 13.307 |
| 02. | Ban Phet            | บ้านเพชร     | 23    | 15.144 |
| 03. | Ban Tan             | บ้านตาล      | 12    | 04.688 |
| 04. | Hua Thale           | หัวทะเล      | 12    | 06.848 |
| 05. | Khok Roeng Rom      | โคกเริงรมย์   | 12    | 05.135 |
| 06. | Ko Manao            | เกาะมะนาว   | 08    | 03.118 |
| 07. | Khok Phet Phatthana | โคกเพชรพัฒนา | 11    | 05.718 |

### Lokalverwaltung
Es gibt zwei Kommunen mit „Kleinstadt“-Status (Thesaban Tambon) im Landkreis:
- Ban Phet (Thai: เทศบาลตำบลบ้านเพชร) besteht aus Teilen des Tambon Ban Phet.
- Bamnet Narong (Thai: เทศบาลตำบลบำเหน็จณรงค์) besteht aus Teilen des Tambon Ban Chuan.

Außerdem gibt es sieben „Tambon-Verwaltungsorganisationen“ (องค์การบริหารส่วนตำบล – Tambon Administrative Organizations, TAO):
- Ban Chuan (Thai: องค์การบริหารส่วนตำบลบ้านชวน)
- Ban Phet (Thai: องค์การบริหารส่วนตำบลบ้านเพชร)
- Ban Tan (Thai: องค์การบริหารส่วนตำบลบ้านตาล)
- Hua Thale (Thai: องค์การบริหารส่วนตำบลหัวทะเล)
- Khok Roeng Rom (Thai: องค์การบริหารส่วนตำบลโคกเริงรมย์)
- Ko Manao (Thai: องค์การบริหารส่วนตำบลเกาะมะนาว)
- Khok Phet Phatthana (Thai: องค์การบริหารส่วนตำบลโคกเพชรพัฒนา)